# TVR Griffith
Pour les articles homonymes, voir Griffith.
Le TVR Griffith est une automobile produite par TVR de 1991 à 2002 en remplacement de la Tuscan. Une seconde génération est sortie en 2018 depuis la résurrection de l'entreprise TVR en 2013.

## Seconde génération (2020-)
La TVR Griffith II est une voiture de sport de luxe fabriquée, à partir de 2018, par la marque anglaise TVR ressuscitée en 2013 par un groupe d'investisseurs britanniques et Gordon Murray.